# Szczyt NATO w Waszyngtonie 1999
Szczyt NATO w Waszyngtonie w 1999 –16. szczyt NATO, zorganizowany w Waszyngtonie w USA w dniach 23–25 kwietnia 1999.
W szczycie wzięło udział 19 państw, w tym po raz pierwszy Polska, która nieco ponad miesiąc wcześniej, razem z Czechami i Węgrami przystąpiła do Sojuszu.
Szczyt został zwołany m.in. w celu uczczenia 50. rocznicy powołania Paktu Północnoatlantyckiego. Odbywał się w czasie operacji NATO w Jugosławii i bombardowań tego kraju.
W Waszyngtonie, obok spotkania Rady Północnoatlantyckiej, odbyło się również spotkanie Komisji NATO-Ukraina oraz posiedzenie Rady Partnerstwa Euroatlantyckiego (EAPC).

## Rezultaty szczytu
Podczas szczytu waszyngtońskiego Rada Północnoatlantycka przyjęła kilka kluczowych dokumentów:

### Koncepcja strategiczna Sojuszu
- "Koncepcję strategiczną Sojuszu" – zrewidowaną koncepcję strategiczną, na nowo definiującą cele i zadania Sojuszu oraz wyznaczającą perspektywy strategiczne i podejście do zagadnień bezpieczeństwa w XXI wieku.
  - podstawowym celem NATO miało być zapewnienie wolności i bezpieczeństwa swych członków, a także utrzymanie pokoju i stabilności w regionie euroatlantyckim
  - do osiągnięcia powyższych celów, Sojusz postawił przed sobą następujące zadania: bezpieczeństwo, konsultacja, odstraszanie i obrona, zarządzanie kryzysami, partnerstwo.
  - NATO zadeklarowało szerokie podejście do bezpieczeństwa, uwzględniające obok wymiaru obronnego również czynniki polityczne, ekonomiczne, społeczne i związane z ochroną środowiska
  - w celu ochrony pokoju, bezpieczeństwa i stabilności Sojusz zadeklarował używanie określonych środków: utrzymanie jedności transatlantyckiej, utrzymanie potencjału militarnego Sojuszu, rozwijanie w ramach Sojuszu ESDI, zapobieganie konfliktom i zarządzanie kryzysami, otwartość na nowych członków oraz partnerstwo, współpracę i dialog.

### Deklaracje i oświadczenia

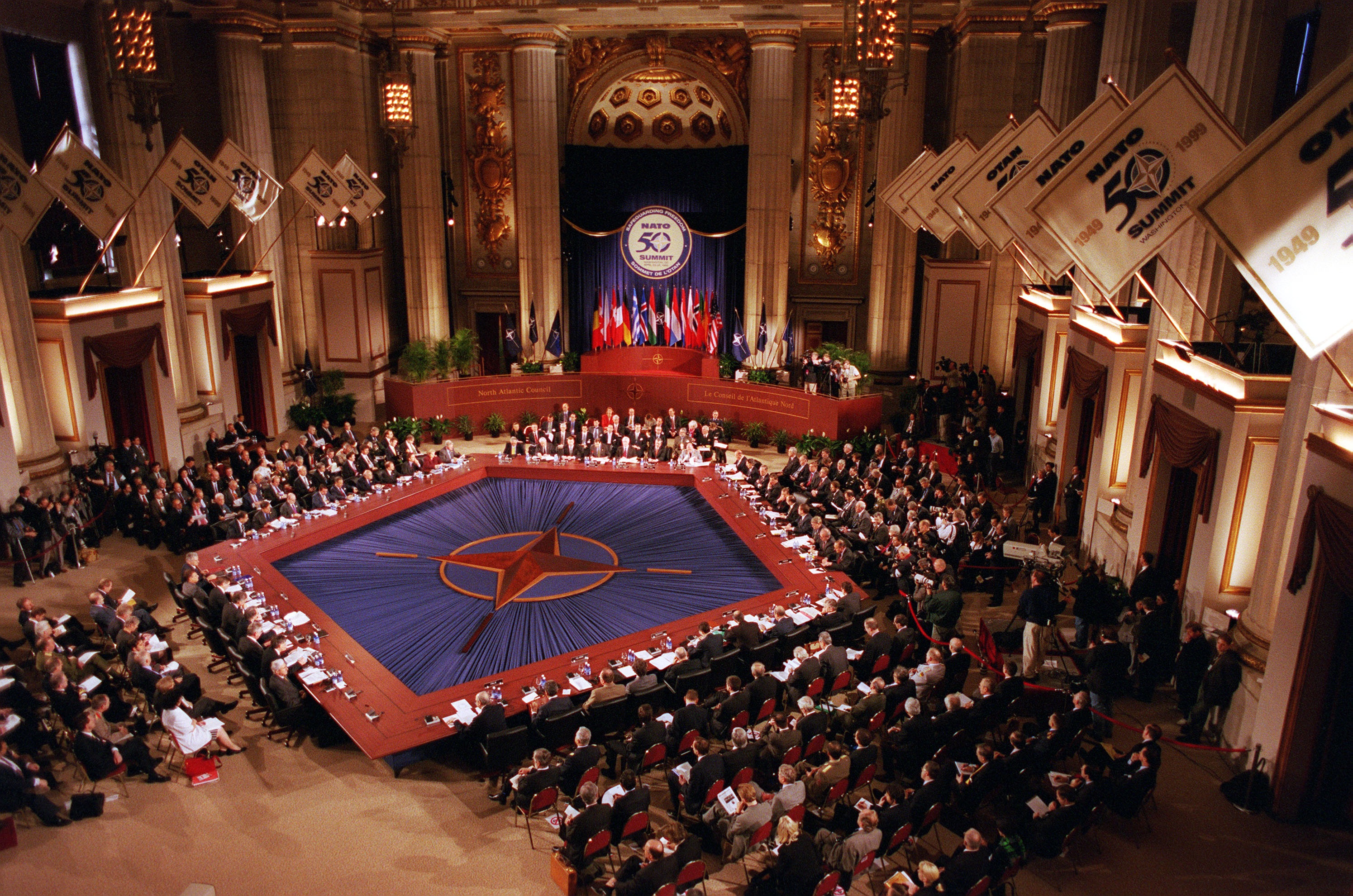
Szczyt NATO w Waszyngtonie, kwiecień 1999.

W Waszyngtonie 19 państw członkowskich NATO przyjęło również:
- "Deklarację Waszyngtońską" – podkreślającą "zasadę otwartych drzwi" dla przyszłych państw członkowskich, a dokładniej dla "europejskich demokracji, gotowych do przyjęcia na siebie odpowiedzialności związanych z członkostwem".
- Deklarację "Sojusz dla XXI wieku" – prezentującą nową wizję Sojuszu w XXI wieku[2]. Znalazły się w niej ustalenia, mówiące o powołaniu nowych lub rozwinięciu i wzmocnieniu już istniejących inicjatyw:
  - rozpoczęcie Planu Działań na rzecz Członkostwa (MAP, Membership Action Plan)[3].
  - rozpoczęcie Inicjatywy Zdolności Obronnych (Defence Capabilities Initiative)[4] – jej zadaniem miało być zwiększenie zdolności obronnych w celu zapewnienia skuteczności przyszłym operacjom wielonarodowym, m.in. poprzez zwiększenie interoperacyjności i mobilności sił Sojuszu, zdolności prowadzenia długotrwałych operacji, zdolności minimalizowania strat własnych oraz poprawę systemów dowodzenia, kontroli i łączności informatycznej
  - rozpoczęcie Inicjatywy przeciw Broni Masowego Rażenia (Weapons of Mass Destruction Initiative)
  - wzmocnienie Partnerstwa dla Pokoju, Rady Partnerstwa Euroatlantyckiego, Dialogu Śródziemnomorskiego oraz wzmocnienie Europejskiej Polityki Bezpieczeństwa i Obrony w ramach NATO (pierwszy raz użyto tej nazwy).
- "Oświadczenie w sprawie Kosowa" – potępiające "kampanię terroru" prezydenta Slobodana Miloševicia i powtórzyły swoją "determinację do położenia kresu jego represyjnym akcjom". Wezwały władze Jugosławii do zakończenia akcji militarnych, natychmiastowego zakończenia przemocy i represji w Kosowie, do wycofania z Kosowa serbskich wojsk, policji i oddziałów paramilitarnych. Wezwały również Miloševicia do udzielenia zgody na stacjonowanie w Kosowie sił międzynarodowych, zgody na powrót uchodźców i na dostęp organizacji humanitarnych do potrzebujących[5].